# Bainbridge Island
Bainbridge Island és una població dels Estats Units a l'estat de Washington. Segons el cens del 2000 tenia 22.308 habitants.

## Demografia
Segons el cens del 2000, Bainbridge Island tenia 20.308 habitants, 7.979 habitatges, i 5.784 famílies. La densitat de població era de 284 habitants per km².
Dels 7.979 habitatges en un 36,8% hi vivien nens de menys de 18 anys, en un 63,1% hi vivien parelles casades, en un 7,1% dones solteres, i en un 27,5% no eren unitats familiars. En el 22,6% dels habitatges hi vivien persones soles el 9,1% de les quals corresponia a persones de 65 anys o més que vivien soles. El nombre mitjà de persones vivint en cada habitatge era de 2,52 i el nombre mitjà de persones que vivien en cada família era de 2,98.
Per edats la població es repartia de la següent manera: un 26,7% tenia menys de 18 anys, un 3,6% entre 18 i 24, un 23,8% entre 25 i 44, un 33,1% de 45 a 60 i un 12,8% 65 anys o més.
L'edat mediana era de 43 anys. Per cada 100 dones de 18 o més anys hi havia 90 homes.
La renda mediana per habitatge era de 70.110 $ i la renda mediana per família de 83.415 $. Els homes tenien una renda mediana de 65.853 $ mentre que les dones 42.051 $. La renda per capita de la població era de 37.482 $. Aproximadament el 3% de les famílies i el 4,4% de la població estaven per davall del llindar de pobresa.

## Poblacions més properes
El següent diagrama mostra les poblacions més properes.